# Паметник на Кирил Шиваров
Паметник на Кирил Шиваров се намира в градинката до Търговската гимназия „Георги Стойков Раковски“ в центъра на Варна.
Паметникът на скулптора Кирил Шиваров е дело на проф. Пламен Братанов. Открит е на 29 декември 2015 г.